# Il siero della vanità
Pour plus de détails, voir Fiche technique et Distribution.
Il siero della vanità est un giallo italien réalisé par Alex Infascelli, sorti en 2004, avec Margherita Buy, Francesca Neri et Valerio Mastandrea dans les rôles principaux. Il s'agit d'une adaptation de la nouvelle policière Il libro italiano dei morti de l'écrivain italien Niccolò Ammaniti.

## Synopsis
Plusieurs personnalités du monde de la télé-réalité italienne disparaissent mystérieusement. L'enquête est confié à Lucia Allasco (Margherita Buy) et Franco Berardi (Valerio Mastandrea). Ils découvrent alors que ces disparitions sont liés à une émission de télévision animée par la présentatrice controversée Sonia Norton (Francesca Neri).

## Fiche technique
- Titre : Il siero della vanità
- Titre original : Il siero della vanità
- Réalisation : Alex Infascelli
- Scénario : Antonio Manzini d'après la nouvelle Il libro italiano dei morti de Niccolò Ammaniti
- Photographie : Stefano Ricciotti (it)
- Montage : Esmeralda Calabria
- Musique : Morgan
- Costumes : Elisabetta Montaldo (it)
- Producteur : Marco Poccioni
- Société de production : Rodeo Drive (it), Rai Cinema
- Pays d'origine :  Italie
- Langage : Italien
- Format : Couleur
- Genre : Giallo, film policier
- Durée : 92 minutes
- Dates de sortie : Italie : 15 avril 2004

## Distribution
- Margherita Buy : Lucia Allasco
- Francesca Neri : Sonia Norton
- Valerio Mastandrea : Franco Berardi
- Rosario J. Gnolo : Daniele "Mago Daniel" Esposito
- Marco Giallini : Michele Benda
- Barbora Bobulova : Azzurra Rispoli
- Ninni Bruschetta (it) : Vittorio Terracciano
- Maddalena Maggi (it) : Ester Bonanni
- Marco Cortesi (it) : Matteo De Muzzi
- Nicola Paduano : Mimmo
- Antonio Ianniello : Pasquale Terracciano
- Francesca Barone : Marina
- Luis Molteni (it) : Rocco Piccolo
- Armando De Razza (it) : Michel Simone
- Alessandro Mario (it) : Barenghi
- Carlo De Ruggieri (it)
- Morgan : un musicien
- Gianluca Ramazzotti
- Rolando Ravello (it)
- Elisabetta Rocchetti

## Autour du film
- Il s'agit dune adaptation de la nouvelle Il libro italiano dei morti écrite par l'écrivain italien Niccolò Ammaniti et qui a été publiée dans la version italienne du magazine Rolling Stone.
- Compositeur de la musique du film, le chanteur et multi-instrumentiste italien Morgan joue également dans ce film un rôle de figuration, celui d'un musicien.

## Prix et distinctions
- Nomination au Ciak d'oro de la meilleure chanson en 2004 pour Morgan.
- Nomination au Ruban d'argent de la meilleure actrice en 2005 pour Margherita Buy.
- Nomination au Ruban d'argent de la meilleure chanson en 2005 pour Morgan.